# Shōzō Tsugitani
Shōzō Tsugitani (継谷 昌三?, Tsugitani Shōzō; 25 giugno 1940 – 2 giugno 1978) è stato un calciatore giapponese, di ruolo centrocampista.

## Statistiche

### Presenze e reti nei club
| Stagione | Squadra       | Campionato | Campionato | Campionato |
| Stagione | Squadra       | Comp       | Pres       | Reti       |
| -------- | ------------- | ---------- | ---------- | ---------- |
| 1965     | Mitsubishi HI | JSL        | ?          | 7          |
| 1966     | Mitsubishi HI | JSL        | ?          | 1          |
| 1967     | Mitsubishi HI | JSL        | ?          | 8          |
|          | Totale        |            | 40         | 16         |